# Arto
Arto var en dansk hjemmeside, der som målgruppe havde personer fra 10 år og opefter. Hjemmesiden lukkede pr 1. juni 2016. Arto havde i sin storhedstid, ifølge stifteren Morten Borg, over 800.000 aktive profiler (hvorved forstås profiler, der ikke er deaktiverede). 

## Historie
Morten Borg startede Arto den 3. februar 1998 som en hjemmeside med vittigheder, men er siden blevet til Danmarks største online fællesskab for børn og unge. Arto var også en virksomhed, ejet af Morten Borg (49%) og koncernen Freeway ApS (51%), der bl.a. også står bag portalen dating.dk og en del andre portaler.
I 2006 blev forretningsområdet udvidet til også at omfatte abonnementer til mobiltelefoner. Derudover tilbød man også brugerne adgang via et program til mobiltelefonen. Denne service lukkede dog igen den 30. april 2007. 
Arto lukkede den 1. juni 2016.

### Arto.com
I 2006 startede Arto.com, som er den internationale side af Arto.dk. Denne side havde dog aldrig haft sit store gennembrud internationalt, og blev mest brugt af danskere. Selvom siden ikke blev nedlagt [kilde mangler] var aktiviteten næsten ikke eksisterende, sammenlignet med Arto.dk.
I sommeren 2008 valgte Arto.dk dog at satse mere på det internationale aspekt, og hele sitet er forbedret til internationalisering, og kører derfor på domænet Arto.com.

### Vix og Blog.dk
Arto offentliggjorde i slutningen 2006 hjemmesiden Vix som er en billede- og videoside. På siden kunne brugerne uploade billeder og videoer og andre brugere kunne kommentere på dem og give mellem en og fem stjerner. Siden kunne sammenlignes med andre videosider som Youtube, Vix er dog udelukkende på dansk, Arto har også lanceret vixbase.com som er på engelsk.
Blog.dk var en side, der blev offentliggjort i midten af 2008. Det var stort set samme side som Vix, men der er også tilføjet en blog-funktion. På samme tid blev samme funktion også oprettet på Vix. Dvs. at Vix.dk og Blog.dk havde præcis samme indhold, men ligger bare på to forskellige domæner og har lidt forskelligt design.
Både Vix.dk og Blog.dk var ejet af Arto, men Arto har unikke brugere.

## Brugen af Arto
Hjemmesiden er som sagt yderst populær blandt danske unge. Brugernes primære aktivitet er, at sende beskeder til hinanden ved hjælp af online gæstebøger og postkasser. Ligeledes er der mulighed for at oprette gallerier ved at lægge billeder op. Hjemmesiden har indført en minimumsalder på 10 år for at kunne oprette en bruger, på trods af, at man ofte kan se unge helt ned til 8 år bruge hjemmesiden, da de opretter profiler med falsk alder.
Flere gange har Arto været fremme i medierne for at have en meget hård tone, og mange børn har ifølge Børns Vilkår og Red Barnet følt sig truet af både mobilbeskeder og mails, udsprunget fra samtaler startende på Arto. I et grimt eksempel var en af brugerne således blevet udsat for trusler på livet og endda en afstemning om, hvordan han skulle slås ihjel. Arto har blandt andet reageret på disse problemer ved at indgå i tæt dialog med forskellige danske ungdomsorganisationer. 
Siden er i trit med den stigende popularitet også blevet beskyldt for at være tilholdssted for mange Pædofile, bl.a. af tidligere chatkonsulent for Sikker Chat i Ringkjøbing Amt, Rudy Frederiksen. Programmet Operation X på TV 2 viste dog i september 2006, hvordan chatkonsulenten havde forsøgt at pengeafpresse Arto i betaling for god medieomtale. I 2008 afslørede to kvindelige journalister, at en politichef forsøgte at lokke en mindreårig til et erotisk møde ved at de udgiver sig for at være en 13-årig pige.

## Artos opbygning
Arto har i de senere år fået flere og flere funktioner, som delvist er blevet ønsket af brugerne, men også noget udviklerne og holdet bag Arto selv har fundet på.

### Redaktionen
Arto styres af redaktionen, som består af omkring 90 frivillige brugere fra siden. Redaktionen består af:
- Administratorer, der står for hele siden, men mest for profiler, klubber o.l.
- Supportere, der kan styre chatten samt kan kontrollere mange ting, mens deres hovedopgave er at besvare spørgsmål brugerne sender.
- Debatmoderatorer, der skal sørge for at brugen af debatten bliver holdt inden for retningslinjerne.

### Profiler
Profilerne har, ud over nedennævnte, bl.a. mulighed for at skrive beskeder til hinanden gennem post- eller gæstebogssystemet.

#### IRL-garanti
For at øge brugernes sikkerhed er der indført forskellige sikkerhedsgarantier til profilerne, såkaldte IRL-garantier:
Der er en IRL Videogaranti, hvor brugeren uploader en video, hvor der indtales en specifik kode.
- Billedekontrol, hvor man bekræfter sig selv ved at tage et foto hvor man holder et stykke papir med sit brugernavn samt "Arto.dk" op foran sig. Billedekontrollen bliver annulleret, hvis brugeren skifter brugernavn.
- Vennegaranti, hvor ens "venner" på siden kan bekræfte at man er den man er. Vennen skal selv have CPR-garanti og bekræfter, at man har mødt personen i virkeligheden.

Hvor stor vægt man vil lægge på sikkerheden i de garantier er i høj grad op til brugerenes kritiske sans.
De tidligere former for IRL garanti blev i juli 2009 afskaffet til fordel for IRL videoer hvorpå brugerne bliver påkrævet at oplæse datoen samt deres bruger id, denne tjeneste er gratis.
Brugere der tidligere har opnået CPR-garanti har dog en note hvorpå dette står.

### Debat
Artos debat er hver dag meget brugt af mange brugere. Debatten er opdelt i kategorier, som fx "Biler", "Film" og Musik. De eneste aldersopdelte kategorier der er, er "Sex, over 15 år", "Sexsnak, under 15 år " og "Generelt, over 18 år", hvor det fremgår af navnet, hvilken aldersgruppe det er for. Debatten styres af debatmoderatorne.

### Klubber
Brugerne af Arto kan oprette deres egen klub, som kan handle om alt muligt, men oprettes typisk for at møde andre brugere med samme interesser – eksempelvis for bestemte fodboldhold eller for en anden chatside eller politiske organisationer.
Artos klubber kan lave deres egen julekalender som medlemmerne kan åbne efter dagens dato, og der findes også quiz-funktion hvor man kan oprette spørgsmål og få brugerne til at dyste om at opnå flest point.

### Chatten
Chatten er en tidligere funktion på Arto, der dog blev lukket tilbage i maj 2008 med den officielle grund, at den ikke var ret meget benyttet i forhold til gæstebogen.
Chatten blev styret af chatadmins og supportere, som begge var udstyret med et lille "S" (i en rød ring) ved deres navn. Administatorer kunne ligeledes styre chatten, men dette var dog ikke deres hovedopgave, og der var i deres tilfælde et "A" (i en gul ring). Morten Borg, stifter af Arto, havde på et tidspunkt en kongekrone ved siden af sit navn, men dette blev fjernet ved en af sidste versioner af chatten.
Chatten blev efter mange protester og genovervejelser, genåbnet igen i slutningen af 2008.
Men den er så senere blevet lukket, så den findes ikke mere.

## Arto Notifier
Arto Notifier er et program, der logger sig på Arto med et Arto brugernavn og adgangskode, og modtager informationer om den pågældende profil. Informationerne den modtager er blandt andet venner, der er logget på, og modtagne gæstebog og postkasse beskeder.
Den inkluderer også en "Now playing" funktion, som henter informationer fra heriblandt Windows Media Player, og viser på ens profil, hvad man sidst afspillede.
Arto Notifier er programmeret i Delphi og kører udelukkende på Windows, men det er muligt at køre på Linux med Wine.
I 2008 implementerede en udvikler protokollen i Java. Den åbne implementation var i en lang periode konsol-baseret, og udviklingen stoppede omkring et år, kort efter protokollen blev reverse-engineeret. Udviklingen blev sat i gang igen, og der findes nu to åbne implementationer. 
I den senere tid er fokus dog fjernet fra det platform afhængige Windows program, og den tidligere protokol, og der satses i stedet på en integreret funktion i stil med de popups man kender fra Facebook. Den gamle Arto Notifier protokol er derfor død, og meget begrænset i forhold til de notifikationer der findes på sitet.

## Domæneklage
Narto.dk og det lignende domæne Uarto.dk er to domæner, der tidligere henviste til chat-portalen Narro, men efter et halvt års eksistens indberettede Arto ligheden mellem deres domænenavn (Arto.dk) og de to, Narto.dk og Uarto.dk til Klagenævnet for Domænenavne, og vandt sagen. Så efter overdragelsen henviser Narto.dk og Uarto.dk til Arto.dk.